# Marcus Haber
Marcus Warren Haber (* 11. Januar 1989 in Vancouver, British Columbia) ist ein kanadischer Fußballspieler.

## Karriere

### Verein
Haber begann seine aktive Karriere als Fußballspieler im Jahre 1994 bei der Dunbar Soccer Association in Dunbar-Southlands, einem Ortsteil seiner Heimatstadt Vancouver. In den folgenden Jahren durchlief er mehrere Jugendspielklassen, ehe er im Jahre 2002 als 11-Jähriger zu den Vancouver Selects wechselte. Dort war er in den U-14- bis U-18-Mannschaften im Einsatz und errang im Oktober 2005 mit dem U-16-Team die Canadian National Championship in Mount Pearl.
Im selben Jahr wurde er von der British Columbia Soccer Association (BCSA) als Young Player of the Year ausgezeichnet. Nur ein Jahr darauf wurde ihm diese Auszeichnung ein weiteres Mal verliehen. 2006 kam Haber unter anderem für BCSA/Whitecaps U-17 Prospects in der Super Y-League, der höchsten nordamerikanischen Jugendspielklasse zum Einsatz. Zur selben Zeit absolvierte er fünf Meisterschaftsspiele für die Vancouver Whitecaps Reserve und erzielte dabei sieben Treffer. Die Vancouver Whitecaps Reserve spielten zum damaligen Zeitpunkt noch in der Pacific Coast Soccer League, einer von drei parallel laufenden Staffeln, die zusammen die vierte Spielklasse im nordamerikanischen Fußball bilden.

### Als Jugendlicher in die Niederlande und Probetrainings in England
Im Jahre 2006 bekam der 1,91 m große Stürmer ein Angebot vom niederländischen Verein FC Groningen, der den jungen Kanadier im Juli 2006 ins vereinseigene U-19-Team holte. Vor allem auf Grund seines Wechsels nach Europa wurde Haber im Jahre 2007 mit dem BC Premier’s Athletic Award ausgezeichnet. Nach 20 Partien und zwei Toren für die U-19-Mannschaft des FC Groningen in der ersten Saison, kam Haber in der darauffolgenden Spielzeit bei ebenso vielen Einsätzen bereits auf sieben Treffer. Unter anderem war er in dieser Zeit auch in vier Spielen für das Groningen-Reserveteam im Einsatz.
Kurz bevor ihn der FC Groningen im Sommer 2008 entließ, versuchte Haber sein Glück in England, wo er bei verschiedenen Profivereinen Probetrainings absolvierte. In den folgenden Monaten spielte er bei Leeds United, Hartlepool United und dem FC Gillingham vor, erhielt aber keinem der drei Vereine ein Vertragsangebot und kehrte in seine Heimatstadt Vancouver zurück.

### Rückkehr in die Heimat
Einige Monate nach seiner Rückkehr unterschrieb der junge Angriffsspieler am 11. Februar 2009 einen Vertrag bei den Vancouver Whitecaps, die zum damaligen Zeitpunkt noch in der USL First Division (USL-1), der zweithöchsten Spielklasse im nordamerikanischen Fußball, vertreten waren. Neben Haber wurde an diesem Tag auch Wes Knight von der Vereinsführung verpflichtet. Im Gegensatz zu ihm erhielt Haber einen Ein-Jahres-Vertrag mit einer Option auf ein weiteres Jahr. Zurück in der Heimat avancierte Haber zum Publikumsliebling und wurde nach Ablauf der Saison zum mannschaftsinternen Newcomer of the Year sowie zum Fan Favorite gewählt.
Am Ende der Saison war der 191 cm große Stürmer einer von sieben USL-1-Spielern, die in allen 30 Meisterschaftsspielen im Einsatz waren. Mit seinem Teamkollegen Jay Nolly schaffte es ein weiteres Vereinsmitglied der Vancouver Whitecaps in allen 30 Ligapartien im Einsatz zu sein. Seinen ersten Treffer beim neuen Verein erzielte Haber am 18. April 2009 bei einer 1:2-Auswärtsniederlage gegen den Puerto Rico Islanders FC. Durch diesen Treffer wurde der damals 20-Jährige in der zweiten Spielwoche ins Team of the Week gewählt. Auch bei der Canadian Championship 2009 war Haber im Einsatz und erzielte dabei bei einem 2:0-Auswärtssieg nach nur 33 Sekunden Spielzeit den Treffer zur 1:0-Führung, was gleichzeitig das schnellste Tor war, das je in einem Canadian-Championship-Match erzielt wurde.
Nach guten Leistungen in der Liga wurde Haber zusammen mit seinem Teamkollegen, dem Abwehrspieler Lyle Martin, in der 14. Woche (Mitte Juli) ein weiteres Mal ins Team of the Week gewählt. Am 9. Oktober 2009 wurde Haber schließlich zum ligainternen Rookie of the Year gewählt. Am darauffolgenden Tag erzielte er beim Hinspiel des Playoff-Finalspiels gegen Montreal Impact einen seiner besten Treffer im Dress der Whitecaps, als er den Ball im Lauf mit dem Kopf ins Tor beförderte; das Spiel ging allerdings mit 2:3 verloren. Nachdem auch das Rückspiel mit 1:3 verloren gegangen war, durfte sich die Mannschaft rund um Marcus Haber dennoch Vizemeister der USL First Division nennen. Insgesamt war er während der gesamten Spielzeit in 30 Ligapartien im Einsatz, erzielte acht Tore und gab vier Torvorlagen.

### Wechsel zu den „Baggies“
Ab dem 25. November 2009 nahm Haber an einem viertägigen Probetraining beim englischen Klub West Bromwich Albion teil. Am 6. Januar 2010 bestätigt, dass Haber von West Brom unter Vertrag genommen wurde. Bei West Bromich Albion erhielt der gebürtige Kanadier die Rückennummer 40; sein Vertrag gilt über 18 Monate und er hat eine Option auf ein weiteres Jahr.
Nach nur zwei Einsätzen im Reserveteam unterzeichnete Haber am 18. Februar 2010 einen einmonatigen Leihvertrag beim englischen Drittligisten Exeter City. Nachdem er in einem Monat zu fünf Ligaeinsätzen für den League-One-Klub gekommen war, kehrte er Anfang April 2010 wieder zurück in sein Geburtsland. Um Spielpraxis zu sammeln, kehrte er am 9. April für zwei Monate als Leihspieler zurück zu den Vancouver Whitecaps. Im Jahre 2010 hatten die Whitecaps ihren Spielbetrieb in der neugegründeten und nur für eine Saison bestehenden USSF Division 2 Professional League (D2 Pro League).
Am 30. Juli 2010 wurde Haber an den schottischen Erstligisten FC St. Johnstone für die komplette Saison 2010/11 verliehen. Sein erstes Tor für die Saints erzielte er am 21. September 2010 gegen Queen of the South im Scottish League Cup. Sein erstes Ligator folgte kurz darauf in einem Spiel gegen Hibernian Edinburgh. Einen Monat später verletzte er sich am Knie und wurde am 29. November 2010 operiert.

### Thailand
Im Juli 2024 wechselte er nach Thailand, wo er in Chonburi einen Vertrag beim Zweitligisten Chonburi FC unterschrieb. Chonburi verlieh Haber aber schon im August 2024 für die Saison 2024/25 an den Erstligisten Nongbua Pitchaya FC. Am Ende der Saison 2024/25 belegte er mit Nongbua den 14. Tabellenplatz und musste somit in die zweite Liga absteigen. Nach der Ausleihe kehrte er im Sommer nach Chonburi zurück. Hier wurde sein Vertrag jedoch nicht verlängert. Im Juli 2025 nahm ihn der Zweitligist Bangkok FC unter Vertrag.

### Nationalmannschaft
Seinen ersten internationalen Auftritt hatte Haber am 29. Dezember 2004, als er bei einem inoffiziellen Jugendländerspiel gegen die USA zum Einsatz kam; weitere zwei inoffizielle Spiele gegen Schottland folgten dabei Mitte April 2005. Zu seinem ersten offiziellen Länderspieleinsatz kam der junge Stürmer am 17. Mai 2005 in einem Spiel gegen das U-17-Nationalteam von Honduras zum Einsatz. In den nachfolgenden Tagen folgten weitere zwei Einsätze sowie ein Treffer; alle drei Spiele waren Teil des CONCACAF U-17 Gold Cup 2005.
Ab 2006 stand Haber im Kader der kanadischen U-20-Auswahl, mit der er auch an der Junioren-Fußballweltmeisterschaft 2007 im eigenen Land teilnahm. Das Team schied jedoch bereits in der Gruppenphase der Gruppe A als Gruppenletzter vom laufenden Wettbewerb aus. Erwähnenswert ist hierbei, dass er dabei in derselben Gruppe wie das U-20-Nationalteam aus Österreich war. Weiters nahm er mit derselben Mannschaft am CONCACAF U-20 Gold Cup 2009 in Trinidad und Tobago teil. Insgesamt kam er von 2006 bis 2009 in 20 U-20-Länderspielen zum Einsatz, blieb dabei aber ohne Torerfolg.
Im Jahre 2008 spielte Haber in der Qualifikation um die Teilnahme zum Fußballturnier während der Olympischen Spiele 2008 und kam so auf drei Kurzeinsätze.
Sein erstes Länderspiel für die Kanadische Fußballnationalmannschaft absolvierte er am 8. Oktober 2010 gegen die Ukraine. Insgesamt absolvierte er bis 2016 27 Länderspiele für die kanadische Nationalmannschaft und schoss dabei drei Tore.

## Erfolge
- Vizemeister der USL-1: 2009
- 1× kambodschanischer Meister mit Preah Khan Reach Svay Rieng (2024)[27]
- 1× kambodschanischer Pokalsieger mit Preah Khan Reach Svay Rieng (2024)[27]
- 2× Torschützenkönig in der Cambodian Premier League (2022 mit 25 Toren; 2024 mit 31 Toren)[27]
- 2× Spieler der Saison in der Cambodian Premier League (2022, 2024)[27]

## Auszeichnungen
Jugend
- 2× BSCA Young Player of the Year: 2006, 2007
- 1× BC Premier’s Athletic Award: 2007

Vancouver Whitecaps
- 1× USL-1 Rookie of the Year: 2009

Cambodian Premier League
- Torschützenkönig: 2022, 2023/24

## Privates
Haber wuchs mit seinen Eltern und seinen beiden jüngeren Geschwistern im Ortsteil Dunbar-Southlands auf. Er besuchte dort die Lord Kitchener Elementary School und anschließend im Ortsteil West Point Grey die Lord Byng Secondary School. Wegen seines Vaters, der während seiner Jugend mehrere Jahre in Österreich lebte und als österreichischer Honorarkonsul in Vancouver tätig ist, besitzt Haber auch die österreichische Staatsbürgerschaft.